# Блу Еш (Охајо)
Блу Еш (енгл. Blue Ash) град је у америчкој савезној држави Охајо.

## Демографија
По попису из 2010. године број становника је 12.114, што је 399 (-3,2%) становника мање него 2000. године.
| Група             | 2000.          | 2010.         |
| Белци             | 10.805 (86,4%) | 9.467 (78,1%) |
| Афроамериканци    | 627 (5,0%)     | 787 (6,5%)    |
| Азијати           | 800 (6,4%)     | 1.290 (10,6%) |
| Хиспаноамериканци | 122 (1,0%)     | 308 (2,5%)    |
| Укупно            | 12.513         | 12.114        |